# 샬롯에게는 다섯 명의 제자가 있다
《샬롯에게는 다섯 명의 제자가 있다》는 2019년 9월 19일(목), 용용 작가가 다음 웹툰에 연재 하기 시작한 웹툰이다. 매주 목요일에 연재 되고 있으며, 연재 예정편을 유료형식으로 연재하고 있다. 2019년 10월 2일부터 카카오 페이지에서도 연재 되기 시작했다.

## 장르
로맨스 판타지(로판), 순정

## 줄거리
재앙의 날 이라고 불린 날, 16살 소녀 마법사 샬롯 엘레노어는 악(재앙)으로부터 세상을 구해내고, 그 일을 계기로 사람들에게 '대마법사'라는 칭호를 얻게 된다. 그 후, 빛나는 재능으로 사상 최초 8써클을 넘고 5명의 제자들을 실력있는 대마법사로 키워낸다.
그러나, 그녀도 죽음을 피할 수 없었고 위대한 마나와 육신을 부수는 마법으로 121세의 나이로 죽으려 했으나... '사랑'이라는 것에 미련을 가진 그녀의 마음이 그녀를 어린아이의 모습으로 돌아가게 한다. 그 후, 자신의 절친 제프리 텐 루이스터를 찾아간 샬롯은 제프리의 도움으로 자신의 정체를 숨기고 새로운 이름 아리아 리센이라는 이름으로, 새로운 마을에서, 새로운 친구들과, 자신의 사랑을 위해 제 2의 삶을 살아가기 시작하는데...!

## 등장인물
- 샬롯 엘레노어(개명 후:아리아 리센) 대륙을 통틀어 가장 뛰어난 마법사. 마법사들의 나라인 마벨 소속이였으나 개명하면서 클라우스에 소속하게 되었다. 그러나 어떠한 저주에 걸려서 어린 몸으로 뒤돌아온 후, 마나를 제대로 쓰지 못한다. 마나는 황금색.

- 제프리 텐 루이스터

기사들의 나라인 클라우스 제국의 루이스터 대공가의 대공이자 첫 번째 남주후보. 샬롯 엘레노어와 친우 사이이고 샬롯을 짝사랑 중이다. 오러를 다루는 소드마스터이다. 오러는 푸른 남색.
- 카르실리온 트리제 마벨  마벨의 현 황제. 샬롯의 첫 번째 제자이며 어릴 적 반쪽짜리 황족이라며 멸시를 받던 때에 샬롯으로부터 구원받았다. 이후 샬롯이 죽었다는 유언장을 받았을 때 클라우스로 처들어갈 뻔했다. 칼베론에서의 사건 이후로 아리아가 샬롯임을 알게 된다. 마나는 샬롯과 비슷한 황금색.

- 유리안 오르비아  생명의 숲이라 불리는 판테움의 수호자이자 샬롯의 두 번째 제자. 인간이 아닌 엘프이며 가짜 판테움 수호자와 한 귀족에게 속아 강제 결혼을 당할 뻔했을 때 샬롯이 그녀가 판테움의 수호자임을 알리고 보호해 주었다. 샬롯의 유언장을 받았을 때 시간역행 마법을 시도했다 기억을 잃어 전혀 다른 사람을 자신의 스승으로 착각하지만 아리아(샬롯)과 다시 재회하며 기억을 되찾았다. 마나는 초록빛, 특이하게도 마나로 화살을 빛어 활로 쏘는 것이 특기이다.

- 단 몬테

길드 검은 달의 리더인 동시에 샬롯의 세 번째 제자. 인간 어머니와 마족 아버지 사이에서 태어나 반마족이다. 어릴 적 폭주하는 마나를 제어하지 못해 샬롯이 그와 처음 마주했을 때 그의 어머니가 심지어는 자신을 대신해 죽여달라고 하기까지 한다. 이후 커서는 악행을 일삼는 이들을 몰래 처리하는 자유로운 마법사 길드 검은 달을 이끌게 된다. 샬롯의 유언장을 읽고 제정신을 잘 차리지 못하는 등의 심각한 증세를 보이다 아벤타 납치 사건 이후 아리아(샬롯)을 샬롯이 아닌 '아리아님' 이라고 부르며 곧잘 따른다. 마나는 붉은색에 가까운 주황색.
- 엘도 신디 현 요정왕의 유일한 후계자. 샬롯의 네 번째 제자이다. 요정 중 강력한 힘을 타고났지만 [경계] 근처에서 태어나 불길하다며 배척받았다. 자신을 밀어내지 않은 유일한 친구 텐젤이 인간들에게 모든 것을 빼앗긴 후 복수하겠다며 재앙을 소환시키려는 것을 보고 스스로 텐젤을 죽이고 만다. 자취를 감춘 것을 제외하고는 샬롯의 제자들 중 유일하게도 거의 아무 짓을 벌이지 않고 조용히 8년의 세월을 보냈다. 샬롯과 제대로 재회한 것은 주디스로 변장한 엘도를 샬롯이 알아채면서부터이다. 마나는 붉은색에 가까운 선명한 분홍색.

- 에반 세르빌 샬롯의 마지막 다섯 번째 제자이자 두 번째 남주 후보. 옛날 샬롯이 소멸시킨 재앙과 외모가 꽤 흡사한 데다 과거를 회상하는 장면들을 보아 그가 재앙의 환생이라는 추측도 적지 않다. 과거가 거의 알려지지 않았고 다른 제자들은 샬롯을 자신의 구원자이자 보호자, 스승 등으로 생각하며 집착하는 것과 달리 샬롯을 이성으로 생각하는 것 같다. 원래의 마나는 연보랏빛이였으나 지금은 재앙과 비슷한 독특한 형태의 진보라색.

- 제론 헬포드,주디스 헬포드

페이턴 실바인의 사촌이며, 남매이다.(제론이 남자,주디스가 여자이다.) 각자 애칭은 론, 주디. 아리아 리센으로 개명한 샬롯과 같이 살게 된다. 주로 감초캐로 자주 등장했지만 사실 그들도 오러를 다루는 검사이다. 마나는 둘다 빨간색.
- 킬하르트

초반에서는 납치를 한다는 것에 부정적 인식을 가진 사람이 많았지만 알고 보니 불면증에 시달리는 단을 잠시라도 편히 쉬게하기 위한 것이였고 납치한 사람들도 몇 안되는데다 후한 보수(?)까지 챙겨주는 친절한 사람이다. 깨알같은 감초캐를 담당.
- 페이던 실바인

실바인 후작가의 셋째이며, 루이스터 대공가에 소속된 기사이다. 취미는 독서, 특기는 검술이며 가리는 음식은 없다.(다만, 매운 음식은 잘 못 먹는다.) 또다른 감초캐.
- 버몬  카르실리온이 가장 신임하는 신하 중 하나. 꽤 뛰어난 마법사로 샬롯 또한 자신의 보조를 빈틈없이 해내는 것을 보고 또다른 대마법사가 탄생할 지도 모르겠다고 생각할 정도의 실력자이다. 다른 조연들과 달리 꽤 오래 등장했으며 눈치 또한 좋은 편이다. 67화에서는 에반을 마차에 태워 가는 도중 마법을 써서 텔레포트를 시도했으나 제프리의 오러에 제압당해 웃음을 자아냈다.

- 카스텔 엘 클라우스  클라우스의 젊은 새 황제. 카르실리온이 카스텔을 애송이라고 한다면 카스텔은 카르실리온을 노망난 늙은이라고 해서 당돌함과 패기를 보이기도 했다. 샬롯, 유리안과 걸크를 보여주지만 황제여서인지 권위를 이용해 위엄을 자주 보여준다. 제프리와의 티키타카가 재밌는 캐릭터.

## 종족
엘프, 마족, 인간, 요정